# Magicka

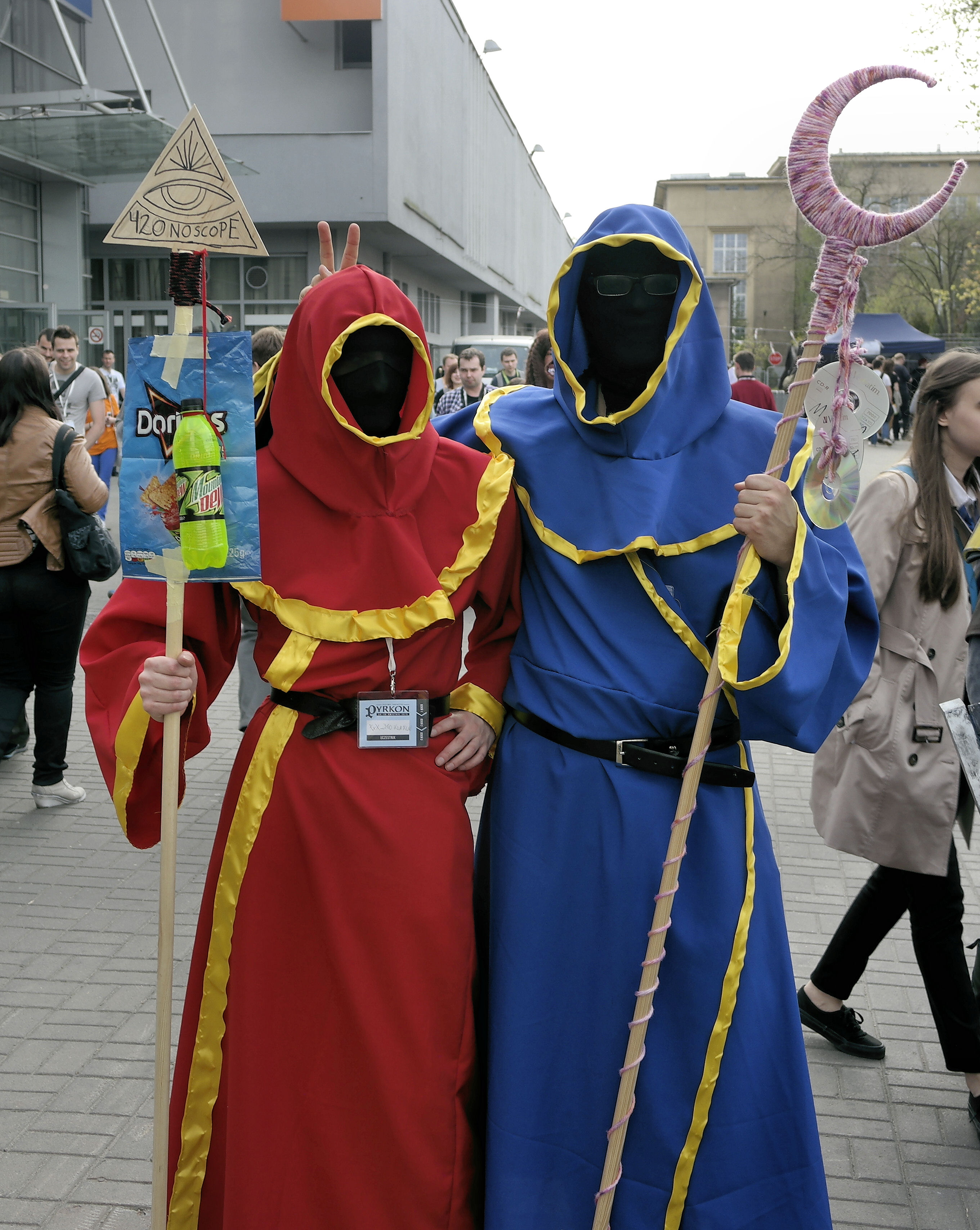
Magicka

Magicka es un videojuego de acción y fantasía publicado en 2011 y desarrollado por Paradox Interactive, en donde se controla a magos a través de aventuras y desafíos, con muchas combinaciones posibles de hechizos, un humor amplio, y numerosas parodias a videojuegos y películas.